# Marathon van Enschede 1947
De marathon van Enschede 1947 werd gelopen op zaterdag 12 juli 1947. Het was de eerste editie van deze marathon, de oudste marathon van Nederland. Er gingen 51 deelnemers van start, waarvan er 33 de finish in het G.J. van Heekpark haalden.
De 36-jarige Fin Eero Riikonen werd winnaar met een tijd van 2:44.13 en op de finish werd hij begroet door Fanny Blankers-Koen. De Fin finishte negen minuten eerder dan de eerste Nederlander Joop Overdijk, die Nederlands kampioen werd en als vijfde overall over de streep kwam.
Marathonwedstrijden voor vrouwen bestonden er in die tijd nog niet.
De organisatie en het publiek werd achteraf geprezen. Nederlands recordhouder Henri Landheer vond dat 'de schitterende organisatie van den Twentsen Marathon' de vooroorlogse lopen, met uitzondering van de marathon tijdens de Olympische Spelen in Amsterdam, ver in de schaduw stelde. Het succes smaakte naar meer, en het district Twente van de KNAU besloot de internationale marathon voortaan elke twee jaar te organiseren.

## Uitslag
| rang   | naam               | land | tijd    |
| ------ | ------------------ | ---- | ------- |
| Goud   | Eero Riikonen      | FIN  | 2:44.13 |
| Zilver | John Systad        | NOR  | 2:45.02 |
| Brons  | Kaspar Schiesser   | SUI  | 2:46.58 |
| 4      | Vaclav Weisshäutel | TCH  | 2:48.04 |
| 5      | Joop Overdijk      | NED  | 2:53.59 |
| 6      | Alkus              | TCH  | 2:55.32 |
| 7      | Jutz               | SUI  | 2:59.08 |
| 8      | Bederdin           | FIN  | 2:59.xx |
| 9      | F.J. van den Berg  | NED  | 3:07.03 |
| 10     | Piet van Bovene    | NED  | 3:07.51 |
|        |                    |      |         |
| 18     | Piet Hartjes       | NED  | 3:28.04 |

1947 ·
1949 ·
1951 ·
1953 ·
1955 ·
1957 ·
1959 ·
1961 ·
1963 ·
1965 ·
1967 ·
1969 ·
1971 ·
1973 ·
1975 ·
1977 ·
1979 ·
1981 ·
1983 ·
1985 ·
1987 ·
1989 ·
1991 ·
1992 ·
1993 ·
1994 ·
1995 ·
1996 ·
1997 ·
1998 ·
1999 ·
2000 ·
2001 ·
2002 ·
2003 ·
2004 ·
2005 ·
2006 ·
2007 ·
2008 ·
2009 ·
2010 ·
2011 ·
2012 ·
2013 ·
2014 ·
2015 ·
2016 ·
2017 ·
2018 ·
2019 ·
2020 · 2021 ·
2022 ·
2023 ·
2024 ·
2025